# 環北駅
環北駅（かんほくえき）は台湾桃園市中壢区にある桃園捷運機場線の駅。駅番号は「A21」。
計画中の橘線が当駅で接続して乗換駅になる予定が立っている。

## 歴史
- 2007年12月12日 - 当駅を含むCU03工区正式着工[2]。
- 2008年9月3日 - 駅名確定[3]
- 2017年
  - 2月2日 - 桃園機場捷運（桃園捷運機場線）暫定開業（予約団体試乗）[4]。
  - 2月16日 - 当駅での整理券方式による無料体験試乗を開始（日中8-16時のみで、利用客数は1日の上限がある）[4]。
  - 3月2日 - 正式開業（4月1日までの1ヶ月は半額）[4]。
- 2018年
  - 3月1日 - 直達車の一部停車駅となる。
  - 7月31日 - 老街渓延伸に伴い中間駅となる[5][6]。なお老街渓直通は普通車のみで、直達車は従来通り当駅で折り返す[7]。

## 駅構造
ホームは地下2階、改札階は地下1階にある。島式ホーム1面2線を有する地下駅で、ホーム上にフルスクリーンタイプのホームドアを設置。
駅構内全てにおいて公衆無線LANサービスが運用されている。

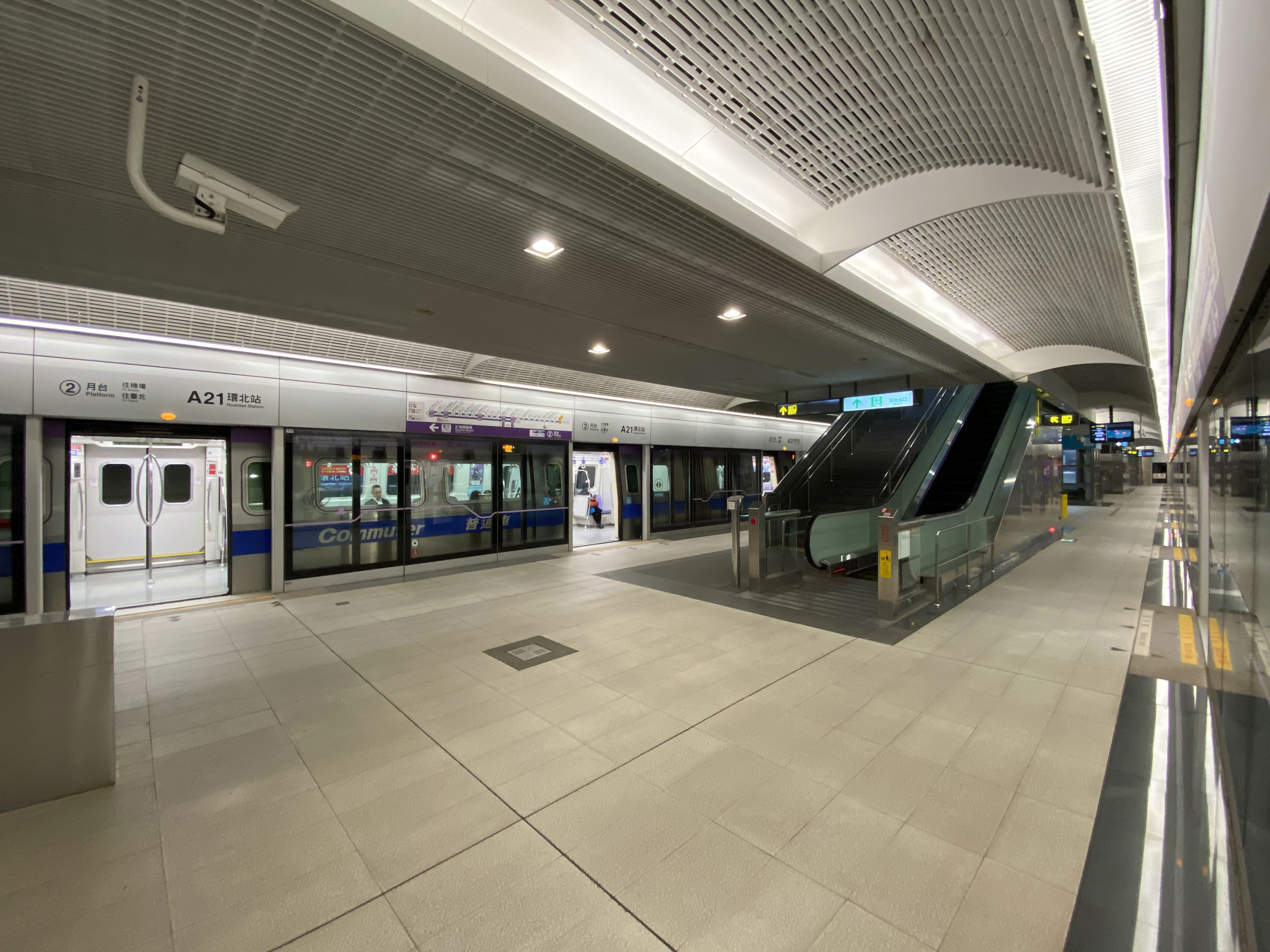
ホーム(2020年1月)
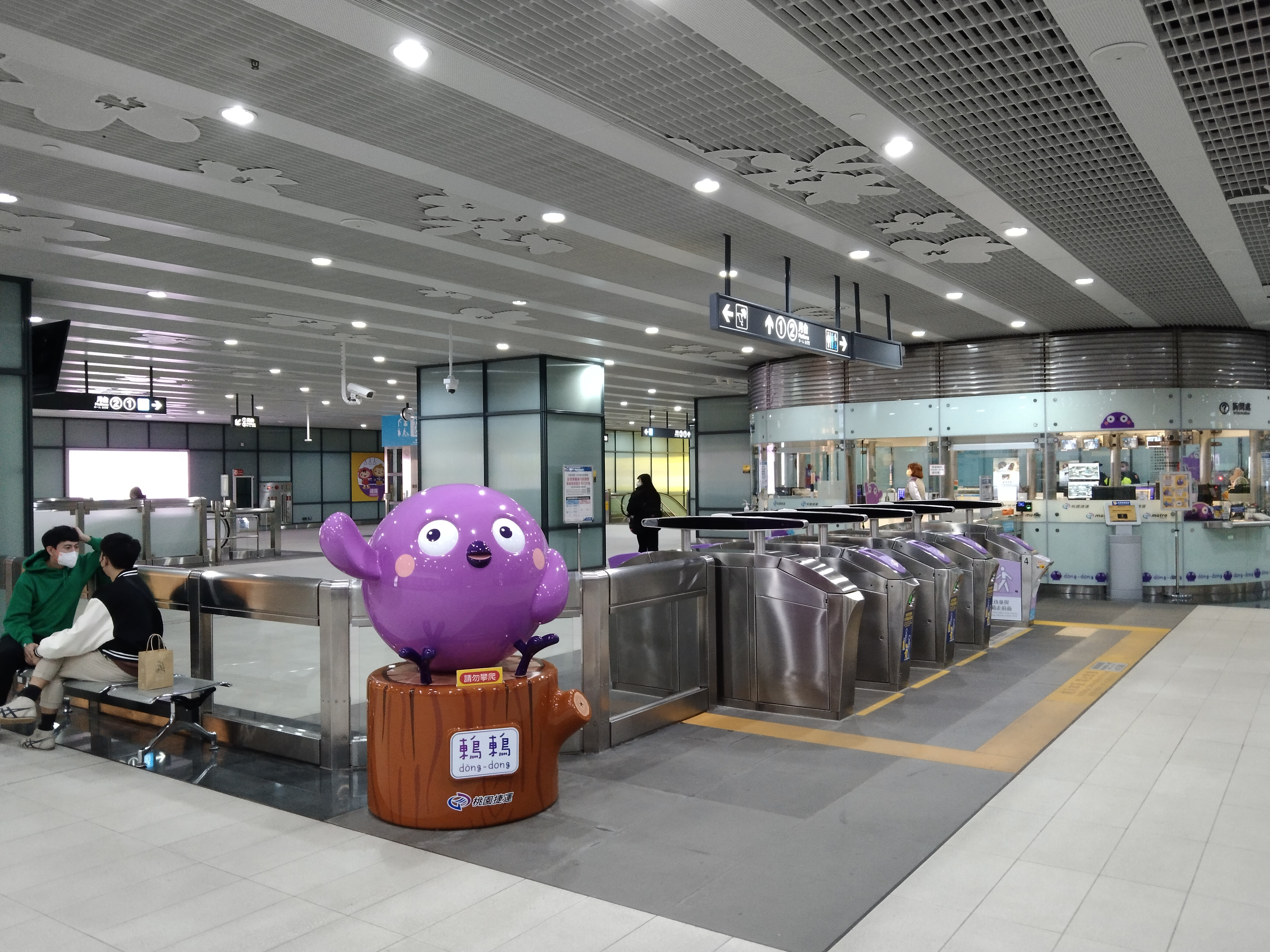
改札口(2023年1月)

### 駅階層
| 地上      | 出入口                               | 出入口                                             |
| 地下 一階 | コンコース                           | コンコース、案内所、自動券売機、自動改札機、トイレ |
| 地下 三階 | 1番線                                | ← 機場線 中壢方面（老街渓駅）                      |
| 地下 三階 | 島式ホーム、車両左側のドアが開閉する |                                                    |
| 地下 三階 | 2番線                                | → 機場線 台北方面（興南駅）→                       |

### 駅出口
- 出口1：環北路、中豊北路一段

## 利用状況
| 年   | 1日平均 | 1日平均 | 1日平均 |
| 年   | 乗車    | 出典    |         |
| ---- | ------- | ------- | ------- |
| 2017 | 1,745   | [ 13 ]  |         |
| 2018 | 1,955   | [ 13 ]  |         |

## 駅周辺
- 環北路（中国語版）（台1線）
- 老街渓（中国語版）
- 古華花園飯店（Kuva Chateau Hotel）
- 桃園市中壢興国国小（中国語版）
- 中壢区公所（中国語版）
- 桃園市政府（中国語版）青年事務局
- 太平洋SOGO中壢店
- 光明公園
- 国立中壢高商（中国語版）

## バス
以下の桃園市市轄バス所属の9路線が当駅に接続している。
| 系統 | 事業者            | 区間                             | 備考               |
| ---- | ----------------- | -------------------------------- | ------------------ |
| 120  | 桃園客運 中壢客運 | 捷運環北站 - 太子鎮              |                    |
| 135  | 桃園客運          | 中壢 - 内壢高中                  |                    |
| 171  | 桃園客運          | 中壢 - 高鐵桃園駅                |                    |
| 172  | 中壢客運          | 中壢 - 国立中央大学 - 高鉄桃園駅 |                    |
| 5081 | 桃園客運          | 中壢 - 下洽渓 - 大園             |                    |
| 5617 | 新竹客運          | 関西 - 中壢 - 捷運環北站         |                    |
| 5623 | 新竹客運          | 楊梅 - 中壢 - 捷運環北站         |                    |
| 5624 | 新竹客運          | 湖口 - 中壢 - 捷運環北站         |                    |
| L201 | 桃園客運          | 外環紅線                         | 中壢区市民無料バス |
| L202 | 桃園客運          | 外環藍線                         | 中壢区市民無料バス |
| L206 | 桃園客運          | 大崙橘線                         | 中壢区市民無料バス |
| L208 | 桃園客運          | 大崙紫線                         | 中壢区市民無料バス |

## 隣の駅
桃園捷運
機場線
■環北行直達車
高鉄桃園站駅（A18） - 環北駅（A21）
■普通車
興南駅 (A20) - 環北駅 (A21) - 老街渓駅 (A22)